# Ibrillos
Ibrillos ist ein Ort und eine Gemeinde (municipio) mit 29 Einwohnern (Stand: 2024) im Osten der spanischen Provinz Burgos in der Autonomen Gemeinschaft Kastilien-León. Die Gemeinde gehört zur bevölkerungsarmen Region der Serranía Celtibérica.

## Lage und Klima
Der Ort Ibrillos liegt am Río Encero am Fuß der Montes de Ayago etwa 55 km (Fahrtstrecke) ostnordöstlich von Burgos in einer Höhe von ca. 730 m. Das Klima ist gemäßigt bis warm; Regen (ca. 791 mm/Jahr) fällt hauptsächlich im Winterhalbjahr.

## Bevölkerungsentwicklung
| Jahr      | 1970 | 1981 | 1991 | 2001 | 2011 | 2021 |
| Einwohner | 198  | 126  | 116  | 100  | 65   | 37   |

## Sehenswürdigkeiten
- Peterskirche (Iglesia de San Pedro Apóstol)
- Einsiedelei Unserer Lieben Frau von Peña (Ermita de Nuestra Señora de la Peña)

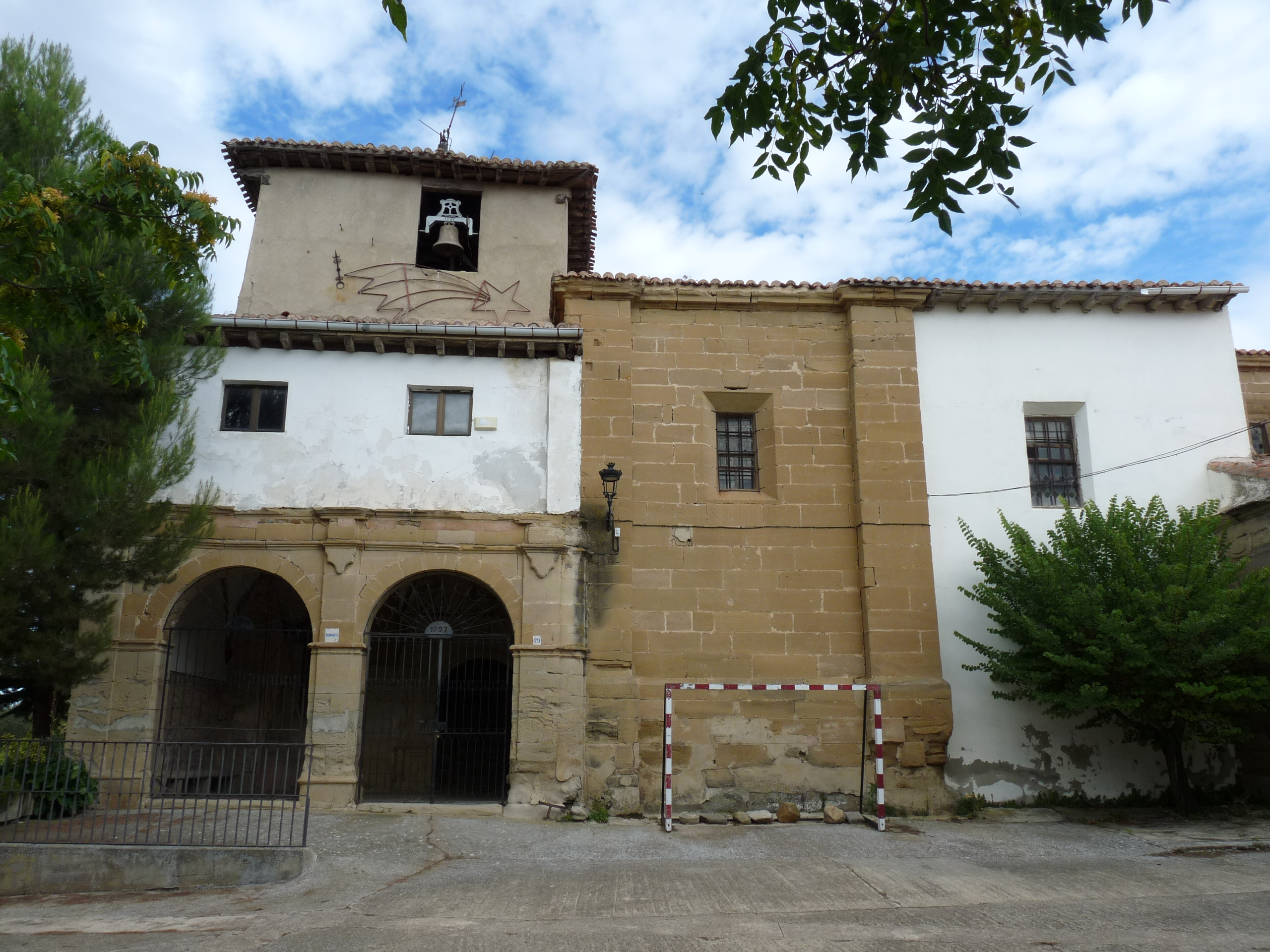
Peterskirche
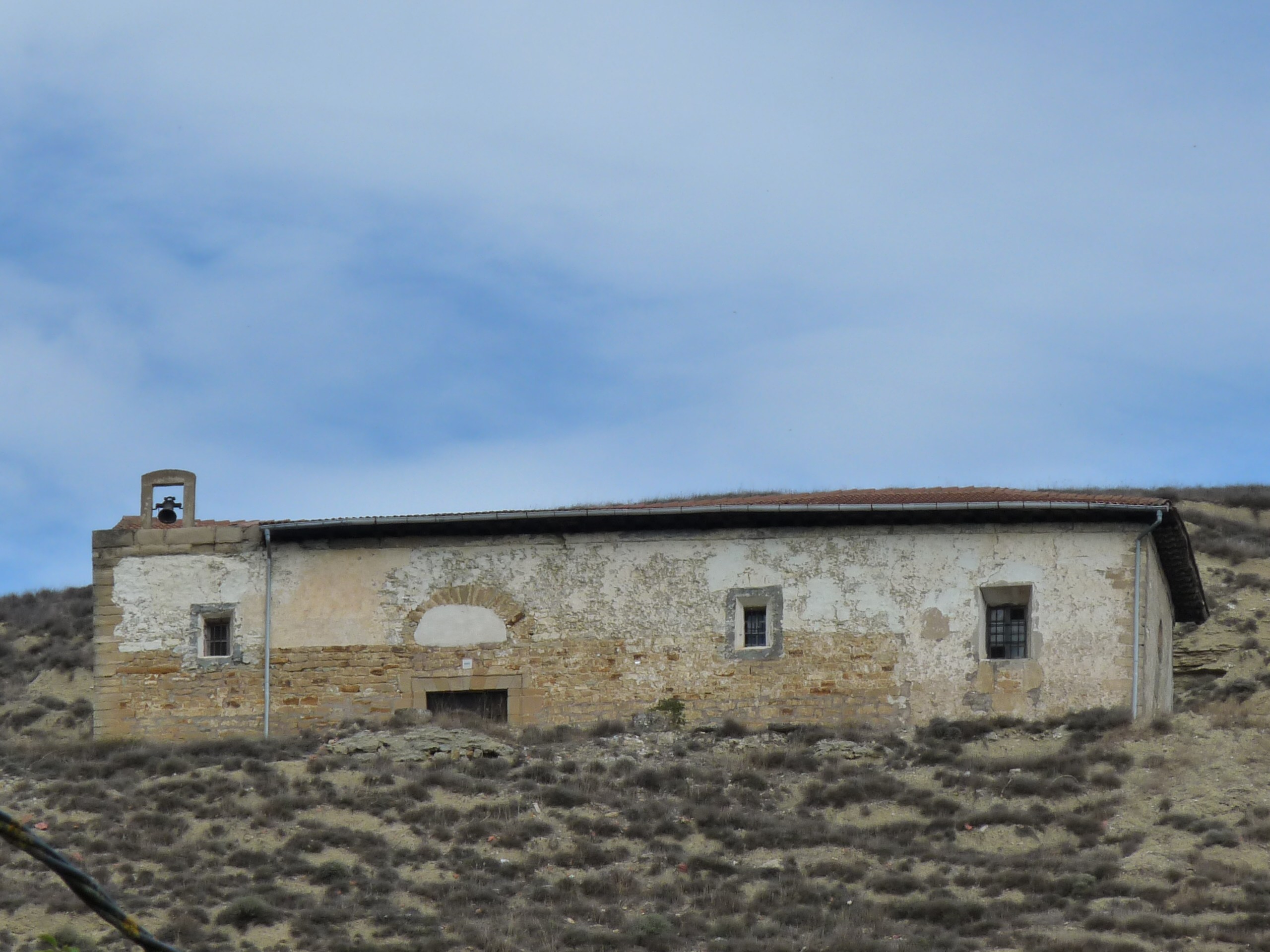
Einsiedelei Unserer Lieben Frau von Peña

## Persönlichkeiten
- Alfonso Murillo Villar, Universitätsprofessor für Privatrecht und Römisches Recht, Rektor der Universität Burgos von 2008 bis 2016